# Myrmarachne laurentina
Myrmarachne laurentina este o specie de păianjeni din genul Myrmarachne, familia Salticidae, descrisă de Bacelar, 1953. Conform Catalogue of Life specia Myrmarachne laurentina nu are subspecii cunoscute.